# Capella-Orkan
Der Capella-Orkan war ein Orkan, der am 3. Januar 1976 über Mitteleuropa hinwegzog und zu den stärksten Orkanen des 20. Jahrhunderts gehörte. Er richtete große Schäden an und kostete 82 Menschenleben. Bei der durch den Orkan ausgelösten Sturmflut wurden an der deutschen Nordseeküste teilweise die Extremwerte der Sturmflut von 1962 deutlich überschritten.
Benannt ist der Sturm nach dem Schiff Capella aus Rostock, das vor der niederländischen Küste mit elf Mann Besatzung sank.

## Wetterlage

### Entwicklung des Tiefdruckgebiets
Der Capella-Orkan vom 3. Januar 1976 war der Höhepunkt einer stürmischen Westwindlage, die bereits seit dem 8. Dezember 1975 die Witterung prägte. Die Grundlagen für die Entstehung des Orkantiefs wurden am 28. Dezember 1975 gelegt, als auf der Rückseite eines von der amerikanischen Ostküste abziehenden Tiefdruckgebiets sehr kalte Polarluft aus dem Raum Grönland weit nach Süden vorstieß und gleichzeitig sehr warme Subtropikluft durch das Azorenhoch nach Norden in Bewegung gesetzt wurde. Die extremen Temperaturgegensätze führten zur Bildung eines ersten Orkantiefs, das nach Nordskandinavien zog und dort seinen tiefsten Kerndruck von 955 hPa erreichte. Dieses Orkantief beeinflusste mit seinem Sturmfeld an Neujahr 1976 das Wetter im Europäischen Nordmeer.
Am 1./2. Januar 1976 kam es über dem Nordatlantik zu einem weiteren Vorstoß polarer Kaltluft aus dem kanadischen Raum, die zur Bildung einer Frontalwelle führte, die unter stetiger Vertiefung aus dem Seegebiet südwestlich Irlands nach Schottland und von dort zur nördlichen Nordsee zog, wo in der Nacht vom 2. zum 3. Januar 1976 ein Kerndruck von 965 hPa erreicht wurde. Gleichzeitig kam es auf der Rückseite des Orkantiefs zu einem sehr starken Druckanstieg, so dass sich über der Nordsee ein sehr scharfer Luftdruckgradient entwickelte und polare Kaltluft weit nach Süden vorstieß.
In den Morgenstunden des 3. Januar kam es dann über der Nordsee zu einer neuen, für den Verlauf des Sturmes und der von ihm hervorgerufenen sehr starken Sturmflut entscheidenden Entwicklung: Nach Beginn der Okklusion zog das Orkantief entgegen der normalen Linksdrehung nicht zum Skagerrak und anschließend Richtung Nordskandinavien, sondern folgte einer Rechtsdrehung und zog über Jütland in Richtung Südosten. Dies hatte zur Folge, dass sich der in den Nachtstunden vom 2. zum 3. Januar über der Nordsee aufgebaute sehr scharfe Luftdruckgradient nicht zügig auflösen konnte, sondern auch am 3. Januar 1976 weiter bestehen blieb und das entstandene Sturmfeld deutlich länger über dem Seegebiet der Nordsee verweilte. Während dieser Phase kam es in den Mittagsstunden des 3. Januar zur Bildung eines Trogs, der am Nachmittag zu einer weiteren Windzunahme führte, die unglücklicherweise mit dem auflaufenden astronomischen Tidehochwasser zusammenfiel.

### Verlauf des Sturmes
Das Sturmfeld des Orkans erreichte die Deutsche Bucht in den frühen Morgenstunden des 3. Januar, nachdem der Kern des Tiefdruckgebiets die Westküste Jütlands passiert hatte. Wie es für Orkantiefs mit einer so weit nach Süden verschobenen Zugbahn charakteristisch ist, traten an der deutschen Nordseeküste im Vorfeld des Sturmes starke bis stürmische Winde aus südöstlicher Richtung auf. Während am 3. Januar 1976 gegen 1:00 Uhr in Westdeutschland bereits stürmische Winde mit Orkanböen herrschten, herrschte über Großbritannien und Irland zu dieser Zeit Nordweststurm.
Mit Durchzug der Warmfront in den frühen Morgenstunden kam es über der Nordsee zu einer abrupten Winddrehung auf west- bis südwestliche Richtungen und zu einer dramatischen Windzunahme. Auf Grund des sehr scharfen Luftdruckgradients, der sich in den Nachtstunden über den Britischen Inseln aufgebaut hatte, wurden bei Durchzug des Sturmfeldes im Bereich der Deutschen Bucht ähnlich hohe Windgeschwindigkeiten gemessen wie beim Adolph-Bermpohl-Orkan im Februar 1967. Entscheidend war jedoch, dass das Sturmfeld beim Capella-Orkan auf Grund der nach Südosten gerichteten Zugbahn und der Trogbildung am Mittag des 3. Januar deutlich länger über den Seegebieten der Deutschen Bucht verweilte, als es beim Bermpohl-Orkan der Fall war, der lediglich zu einem Ausfall des Tideniedrigwassers führte.
Nur drei Wochen später (20./21. des Monats) kam es zu einer weiteren schweren Sturmflut (Zweite Januarflut 1976), am 23. Februar zu einer weniger schweren.

## Verlauf der Tide
Die enorme Wucht des Orkans führte zu einer zuvor noch nicht beobachteten Tideanomalie. Nachdem an der Vorderseite des Sturmfelds zunächst starke Winde aus südöstlicher Richtung vorherrschten, die zu einem negativen Windstau und somit zu niedrigen Wasserständen an den Pegeln an der deutschen Nordseeküste führten, änderte sich dies nach Durchzug der Warmfront und der damit verbundenen Winddrehung auf westliche bis nordwestliche Richtung grundlegend. Die extrem hohen Windgeschwindigkeiten verhinderten ein Ablaufen des Morgenhochwassers an vielen Pegeln vollständig. An den Pegeln im Elbegebiet sowie in Nordfriesland kam es praktisch zu gar keiner Ebbe, vielmehr stiegen die Wasserstände weiter an. In den Nachmittags- und Abendstunden wurden schließlich Hochwasserwerte von Hamburg-St. Pauli: 6,45 m ü. NN, Grauerort: 6,02 m ü. NN, Büsum 5,16 m ü. NN, Cuxhaven 5,1 m ü. NN, und Husum 5,66 m ü. NN erreicht. Diese lagen zum Teil deutlich über den bisherigen Extremwerten. An den Pegeln der niedersächsischen Nordseeküste sowie im Wesergebiet wurden dagegen die bisherigen Extremwerte entweder knapp erreicht oder aber unterschritten. Insgesamt richtete der Orkan Schäden von rund 450 Millionen DM an.
In Hamburg und an vielen weiteren Pegeln stellt das Capella-Ereignis den bis Mitte der 2010er Jahre höchsten je gemessenen Pegel dar und übertraf zumindest alle Fluten seit 1825.

## Schäden

### Katastrophe auf See

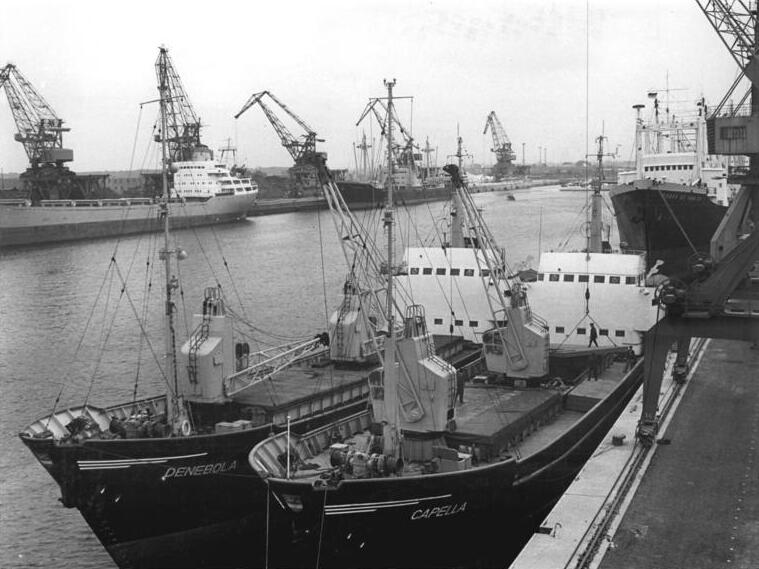
Küstenmotorschiff „Capella“ (rechts) 1968 in Rostock

Im Seegebiet nordwestlich Borkums sank das in Rostock registrierte, 1961 gebaute Küstenmotorschiff Capella. Nachdem das Schiff des Typs Kümo 840 im Orkan leck geschlagen und manövrierunfähig geworden war, kenterte es in den frühen Abendstunden des 3. Januar beim Versuch, den Borkumer Schutzhafen anzulaufen, im Hubertgat, einem Seegebiet der Westerems. Trotz sofort eingeleiteter umfangreicher Such- und Rettungsmaßnahmen kamen bei dem Untergang alle elf Besatzungsmitglieder ums Leben.

### Schleswig-holsteinisches Küstengebiet
An der schleswig-holsteinischen Küste entstanden vor allem in den nach Nordwesten offenen Buchten zum Teil große Schäden an den Seedeichen, meist durch den Deich überlaufende Brandungswellen, die die Binnenböschung abrutschen ließen. Stark beschädigt wurde u. a. der Hindenburgdamm, der am Friedrich-Wilhelm-Lübke-Koog die Funktion eines Landesschutzdeichs hat. Der Eisenbahnverkehr musste hier wegen Unterspülung der Gleise eingestellt werden. Starke Schäden entstanden auch an den Deichen der Nordstrander Bucht sowie im Nordosten von Nordstrand. Bei Husum wurde der noch nicht verstärkte Deich des Porrenkoogs durch überlaufende Wellen beschädigt, ebenso die Deichabschnitte bei Westerhever und bei Süderhöft südlich von Sankt Peter-Ording.
In Dithmarschen konnte der Deich vor dem Christianskoog nicht gehalten werden. Der wegen der in Bau befindlichen Vordeichung Meldorfer Bucht nicht erhöhte Deich brach, nachdem er mehrere Dezimeter hoch überflutet worden war. Von dem 720 Hektar großen Koog wurden 700 Hektar überflutet. Da Bewohner und Vieh rechtzeitig aus dem Koog evakuiert worden waren, blieb es hier bei Sachschäden.
Bewährt hat sich bei der Sturmflut das 1973 eingeweihte Eidersperrwerk, das den Flusslauf der Eider mit der Stadt Tönning wirkungsvoll vor der Sturmflut schützte, so dass es hier im Gegensatz zur Sturmflut 1962 zu keinerlei Schäden kam.

### Nordfriesische Inseln und Halligen

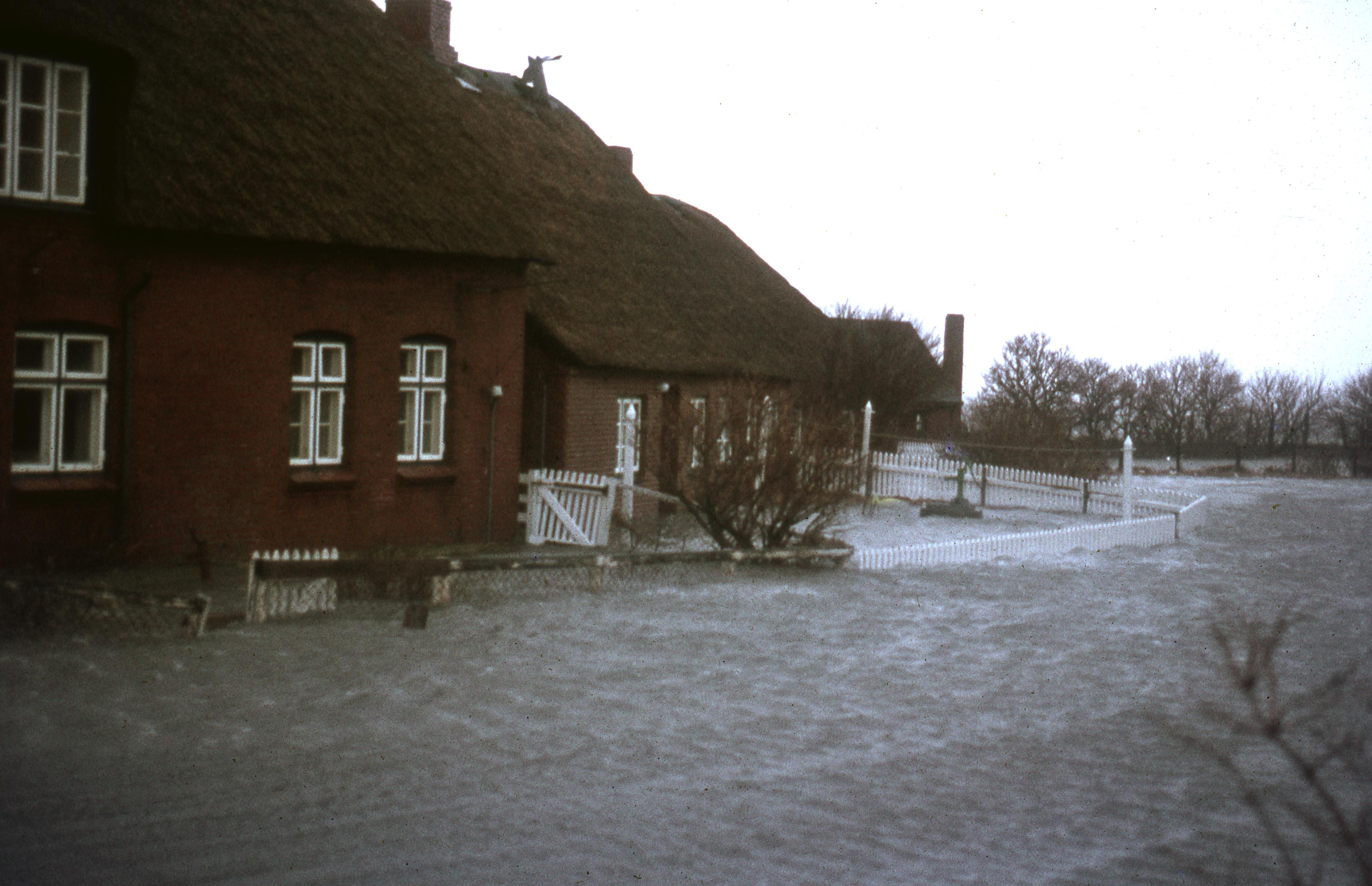
Langeneß während des Capella-Orkans

Auf den Halligen richtete die Sturmflut im Vergleich zur Sturmflut 1962 deutlich geringere Schäden an, obwohl die Rekordwerte überschritten wurden. Die seitdem in den Häusern errichteten Schutzräume sowie die erhöhten Wurten mit ihren abgeflachten Böschungen sorgten vielerorts für einen ausreichenden Schutz. In die Häuser eindringendes Wasser sorgte jedoch auf Oland, Gröde und Nordstrandischmoor für Wasserschäden an Mobiliar und Häusern.
Auf Nordstrand wurde der noch nicht erhöhte Deich des Elisabeth-Sophien-Koogs durch überlaufende Wellen stark beschädigt. Westlich und östlich des Norderhafens auf Nordstrand wurde das den Deich schützende Deckwerk bis auf den Sandkern zerstört.
Während es auf Föhr nur geringfügige Schäden bei Wyk gab, kam es auf Sylt und Amrum zu großen Dünenverlusten. Bei Hörnum entstand ein Dünendurchbruch. Trotz dieser Schäden erwies sich insbesondere bei Westerland die in den Jahren zuvor durchgeführte Strandaufspülung als außerordentlich wirkungsvoll. Im Gegensatz zu den Sturmfluten von 1962 und dem Adolph-Bermpohl-Orkan von 1967 wurde die Strandmauer von Westerland nicht beschädigt.

### Schleswig-holsteinisches Elbegebiet

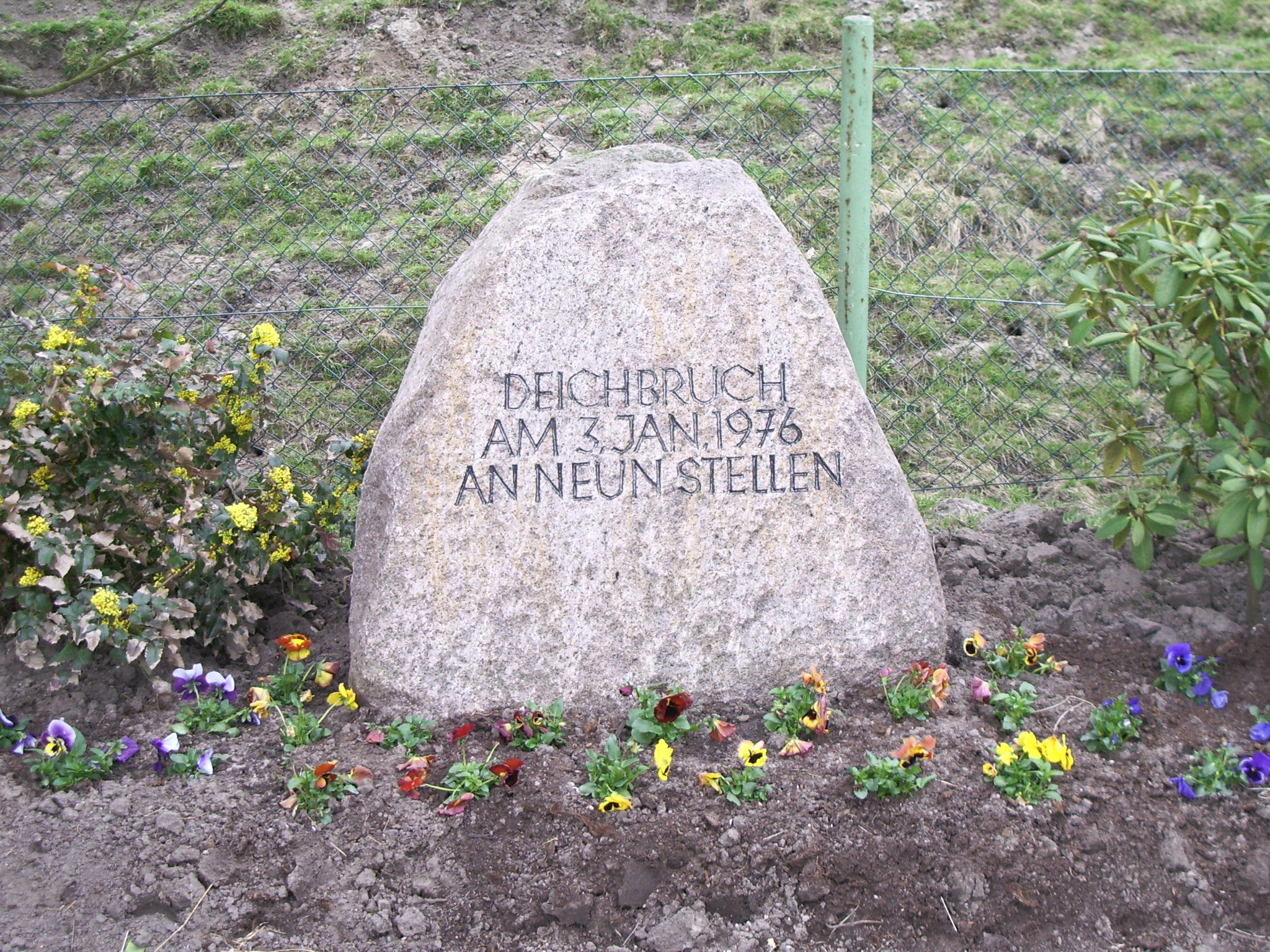
Stein zum Gedenken an den Deichbruch in Hetlingen an neun Stellen

Im gesamten Elbegebiet wurden die Wasserstände der Sturmflut 1962 deutlich überschritten. Dies hatte zur Folge, dass es insbesondere an den noch nicht erhöhten Deichabschnitten zu starken Schäden kam. Bei St. Margarethen wurde der Deich nicht allein durch überlaufende Wellen, sondern auch durch großformatiges Treibgut stark beschädigt. Starke Schäden entstanden auch an den hier in den Deich gebauten Häusern. Teilweise wurden massive Deckwerke zerstört. Im Abschnitt zwischen Holm und Hetlingen in der Haseldorfer Marsch wurde der wegen einer in Bau befindlichen Vordeichung nicht erhöhte Deich überströmt und brach an insgesamt neun Stellen auf einer Länge von zusammen 480 Metern. Durch diese Deichbrüche wurden im Kreis Pinneberg rund 3600 Hektar Land mit den Ortschaften Hetlingen, Haselau und Haseldorf überflutet. Da die Bevölkerung in dem betroffenen Gebiet rechtzeitig gewarnt worden war, blieb es bei Sachschäden. Allerdings mussten 55 Bewohner mit dem Hubschrauber in Sicherheit gebracht werden, weil sie sich der Evakuierung zunächst widersetzt hatten. 800 Bewohner der Marsch waren von dem Hochwasser eingeschlossen, sodass ihre Versorgung auf dem Luftweg erfolgen musste.

### Freie und Hansestadt Hamburg
Die durch den Capella-Orkan verursachte Flut richtete große Schäden im Hamburger Hafen und im Außendeichbereich an; die Wasserstände waren deutlich höher als bei der Sturmflut im Februar 1962 mit über 300 Toten. Es gab keine bedeutenden Deichschäden, weil der Sturmflutschutz in Hamburg seit 1962 stark verbessert worden war.

### Niedersächsisches Elbegebiet
Im niedersächsischen Elbegebiet richtete die Sturmflut an den noch nicht erhöhten Deichabschnitten zum Teil große Schäden an. Besonders betroffen war der Raum Kehdingen, wo der Deich zwischen Drochtersen und Assel an insgesamt zehn Stellen brach. Durch diese Deichbrüche wurde eine Fläche von ca. 6000 Hektar überflutet. Da es sich hierbei auch um teilweise unter dem Meeresspiegel gelegene Moormarsch handelte, erwies sich die Entwässerung der überfluteten Flächen als außerordentlich schwierig, zumal der Deichbruch bei der Sturmflut vom 21. Januar 1976 wieder aufbrach.
Große Schäden entstanden auch auf der noch nicht bedeichten Elbinsel Krautsand sowie im Raum Freiburg/Elbe, wo die Innenstadt vollständig überflutet wurde.

### Nebenflüsse der Unterelbe
Nachdem im Jahre 1975 mit dem Störsperrwerk bei Wewelsfleth das vorletzte von insgesamt zwölf Sperrwerken an den Nebenflüssen der Unterelbe in Betrieb gegangen war, wurde deren Schutzfunktion bei der Sturmflut vom 3. Januar 1976 voll wirksam. Katastrophale Schäden, wie sie noch bei der Sturmflut 1962 eintraten, blieben bei dieser Sturmflut in den Einzugsbereichen der Nebenflüsse aus. Lediglich im Einzugsgebiet der Wedeler Au, deren Sperrwerk erst im Jahre 1978 fertiggestellt wurde, gab es Überflutungen.

### Niederlande
Der Seewasserspiegel vor der niederländischen Küste lag bei 4,06 Meter über Normal. Hier wurden auf der Beaufortskala Windgeschwindigkeiten von 10 bis zur Orkanstärke erreicht. Deiche und Uferbefestigungen wurden schwer beschädigt, besonders in Westfriesland. Zwei Menschen starben aufgrund der heftigen Windböen, als auf dem Abschlussdeich ein Auto ins Ijsselmeer geweht wurde; nur der Fahrer konnte sich retten. Auf Ameland gingen Teile des Strandes und das Hotel Steinvoorte verloren. Eine Evakuierung von Texel wurde erwogen, da ein Polder zu überfluten drohte. Die Provinz Drenthe wies beträchtliche Sturmschäden auf. Hier fielen dem Sturm etwa 6000 m³ Staatsforst und insgesamt wahrscheinlich 10.000 m³ Waldbestand zum Opfer. Auf der Nordsee kamen mindestens zehn Personen ums Leben. Die „Capella“ lief bei Ameland auf Grund und sank, die „Stardust“ strandete bei ’s-Gravenzande. Am 3. Januar verlor die St.-Bonifatius-Kirche von Leeuwarden mittags ihre Turmspitze, die St.-Anna-Kirche in Amstelveen ihr gesamtes Dach. An der Westküste wurden zahlreiche Fensterscheiben eingedrückt und entstand Sachschaden durch umgewehte Bäume. Die nationale niederländische Versicherungsgesellschaft zahlte mehr als 20 Millionen Gulden für die Sturmschäden aus.

### Belgien
In der Provinz Antwerpen brachen die Deiche bei Walem und Ruisbroek, was zu großen Überschwemmungen in der Provinz führte. Eine Woche nach dem Sturm standen im Scheldebecken die beiden Dörfer sowie Moerzeke immer noch unter Wasser. In der Folge wurde 1977 für Flandern der Sigma-Plan entwickelt, der zum Schutz dieses Gebietes Deicherhöhungen und Rückhaltebecken vorsah.

### Dänemark
An der Westküste nahe der Insel Rømø brachen Deiche, so dass einige Tausend Menschen in Tønder und Ribe zeitweise evakuiert werden mussten. Der Meeresspiegel lag bei Højer Sogn 4,90 Meter über Normal.

### England
England hatte 24 Todesopfer zu beklagen. Es handelte sich zum großen Teil um Autofahrer, die gegen umgestürzte Bäume fuhren oder durch Windböen von der Straße abkamen. Wälder wurden zur Hälfte umgerissen und Hochspannungsmasten umgeknickt, Wege durch heftige Regenmassen überflutet. Die Schäden beliefen sich auf mehrere 100 Millionen Pfund.